# Levi
För andra betydelser, se Levi (olika betydelser).
Levi var enligt judisk historia grundaren av stammen leviterna. Tredje son till Jakob och Lea.
Levi omnämns i Bibeln främst som halvbror till Josef.
Bibeln omtalar att som hämnd på att deras syster Dina blivit skändad av kananéen Shekem dödade Levi och hans helbror Simon alla män i Shekems stad. Strax före sin död profeterade hans far Jakob om Simon och Levi:
Simon och Levi är bröder, deras svärd är våldets verktyg. Jag skyr deras sällskap och vill inte vara i lag med dem. I sin vrede dräpte de män, i övermod stympade de oxar. Förbannad vare deras otyglade vrede, deras skoningslösa raseri. Jag skall sprida dem i Jakob, skingra dem över Israel.